# Maltese First Division 1927/1928
Soutěžní ročník Maltese First Division 1927/28 byl 17. ročníkem Maltese First Division, nejvyšší maltské fotbalové ligy. Soutěž byla v této sezóně rozšířena ze 4 na 7 účastníků. Šampionem se podruhé v řadě stala Floriana.

## Tabulka
| Poř. | Tým              | Z | V | R | P | VG | OG | B  |
| ---- | ---------------- | - | - | - | - | -- | -- | -- |
| 1.   | Floriana         | 6 | 5 | 0 | 1 | 16 | 4  | 10 |
| 2.   | Valletta United  | 6 | 4 | 1 | 1 | 16 | 4  | 9  |
| 3.   | St. George's     | 6 | 2 | 2 | 2 | 13 | 4  | 6  |
| 4.   | Cottonera        | 6 | 3 | 0 | 3 | 8  | 15 | 6  |
| 5.   | Sliema Wanderers | 6 | 2 | 1 | 3 | 6  | 6  | 5  |
| 6.   | Marsa United     | 6 | 2 | 0 | 4 | 4  | 15 | 4  |
| 7.   | Sliema Rangers   | 6 | 1 | 0 | 5 | 5  | 23 | 2  |

|  | Vítěz ligy |